# Погук-Лейк 10
Погук-Лейк 10 (англ. Ponhook Lake 10) — індіанська резервація в Канаді, у провінції Нова Шотландія, у межах графства Квінс.

## Населення
За даними перепису 2016 року, індіанська резервація нараховувала 15 осіб, показавши зростання на 50,0%, порівняно з 2011-м роком. Середня густина населення становила 13,2 осіб/км².

## Клімат
Середня річна температура становить 6,9°C, середня максимальна – 22,9°C, а середня мінімальна – -10,2°C. Середня річна кількість опадів – 1 453 мм.
| Клімат поселення                              | Клімат поселення | Клімат поселення | Клімат поселення | Клімат поселення | Клімат поселення | Клімат поселення | Клімат поселення | Клімат поселення | Клімат поселення | Клімат поселення | Клімат поселення | Клімат поселення | Клімат поселення |
| Показник                                      | Січ.             | Лют.             | Бер.             | Квіт.            | Трав.            | Черв.            | Лип.             | Серп.            | Вер.             | Жовт.            | Лист.            | Груд.            |                  |
| Середній максимум, °C                         | −0,01            | 0,31             | 4,56             | 9,84             | 15,42            | 20,44            | 22,90            | 22,64            | 18,20            | 12,95            | 8,27             | 2,43             |                  |
| Середня температура, °C                       | −5,12            | −4,8             | −0,56            | 4,74             | 10,31            | 15,32            | 18,91            | 18,66            | 14,20            | 8,96             | 4,26             | −1,56            |                  |
| Середній мінімум, °C                          | −10,24           | −9,92            | −5,67            | −0,38            | 5,19             | 10,20            | 14,90            | 14,66            | 10,20            | 4,96             | 0,27             | −5,57            |                  |
| Норма опадів, мм                              | 146              | 123              | 136              | 124              | 106              | 100              | 96               | 89               | 100              | 117              | 160              | 156              |                  |
| Середньомісячна швидкість вітру, м/с          | 3.25             | 3.30             | 3.44             | 3.40             | 3.01             | 2.84             | 2.50             | 2.45             | 2.69             | 3.07             | 3.15             | 3.29             |                  |
| Середньомісячна сонячна радіація, кДж/м²·день | 5229             | 8361             | 12172            | 15228            | 18217            | 20562            | 20307            | 18082            | 13860            | 9029             | 5351             | 4125             |                  |
| --------------------------------------------- | ---------------- | ---------------- | ---------------- | ---------------- | ---------------- | ---------------- | ---------------- | ---------------- | ---------------- | ---------------- | ---------------- | ---------------- | ---------------- |
| Джерело:                                      |                  |                  |                  |                  |                  |                  |                  |                  |                  |                  |                  |                  |                  |